# ثيودورا الحمصية
ثيودورا الحمصية فيلسوفة بيزنطية عربية قديمة من نسل آل شميس غرام كانت عضواً في مجموعة فكرية في الفلسفة الأفلاطونية المحدثة في أواخر القرن الخامس وبدايات القرن السادس الميلادي في الإسكندرية، كما كانت تلميذة لإيسيدوروس السكندري. قام داماسكيوس بإهداء عمله حياة إسيدور  أو الذي يعرف كذلك باسم التاريخ الفلسفي إلى ثيودورا كون العمل قد أنجز بناءا على طلبها.

## حياتها
كانت ثيودورا ابنة لكل من كايرينا وديوجانس. وتماما مثل يامبليخوس، فقد كانت ثيودورا من نسل آل شميس غرام السلالة العربية التي حكمت في حمص.
كانت مدرسة الأفلاطونية المحدثة الآثينية قد اجتذبت أنصاراً لها بين الوثنيين الإغريق في كل من مصر وبلاد الشام عند بداية القرن الخامس الميلادي. في هذا الوقت كانت ثيودورا وأخواتها الصغيرات قد درسن الفلسفة لدى إيسيدوروس السكندري.
ولعل ذلك قد حصل في ثمانينيات القرن الخامس؛ أي عندما أصبح إيسيدوروس له مكانة معترف بها في المحيط الفكري في الإسكندرية، أو في تسعينيات القرن ذاته أي بعد عودة إيسيدوروس من أثينا. كذلك كانت ثيودورا الحمصية ضليعة في علم العَروض والنحو الإغريقيين، كما كانت رياضياتية متمكنة في الهندسة وعلم الحساب.